# Parti socialiste de France-Union Jean Jaurès
De Parti socialiste de France-Union Jean Jaurès PSdF-UJJ, Nederlands: Socialistische Partij van Frankrijk-Unie Jean Jaurès', was een politieke partij in Frankrijk. De partij is naar Jean Jaurès (1859-1914) genoemd.
Jaurès was een voorman binnen de socialistische beweging en aan het begin van de 20e eeuw lid van de Assemblée nationale. Hij was pacifist, begreep dat het beter was om oorlog te voorkomen, maar werd daarom de eerste dagen van de Eerste Wereldoorlog door een nationalist vermoord.
Tijdens het partijcongres van de Section française de l'Internationale ouvrière SFIO van 5 november 1933 werd een groep neosocialisten en plansocialisten uit de partij gesloten. Zij waren het niet eens met de marxistische koers van Léon Blum en Marceau Pivert, maar vormden een kleine minderheid binnen de SFIO.
De uitgesloten neo- en plansocialisten vormden daarop de Parti socialiste de France-Union Jean Jaurès. De partij wilde een reformistische, nationaal georiënteerde koers gaan varen, vandaar ook de verwijzing in de partijnaam naar de reformistische-socialist Jean Jaurès. De PSdF-UJJ was ook een pacifistische partij en was voorstander van appeasement. De leiders van de PSdF-UJJ waren Pierre Renaudel, Marcel Déat en Gustave Fourment. Pierre Renaudel had de leiding over de partijkrant La Vie socialiste, Het socialistische Leven, maar was ook fractievoorzitter van de PSdF-UJJ fractie in de Assemblée nationale.
Marcel Déat ontwikkelde de partijslogan Ordre, Autorité, Nation, Orde, Gezag, Staat. De Parti Socialiste de France-Union Jean Jaurès ging in 1935 samen met Parti socialiste français en de Parti républicain-socialiste in de Union socialiste républicaine op, die op haar beurt weer bij het linkse Volksfront, of Front populaire, was aangesloten.
De Parti socialiste de France-Union Jean Jaurès hield onder de bezetting door nazi-Duitsland op te bestaan. Een aantal prominente PSdF'ers, waaronder Marcel Déat, koos ervoor om te collaboreren.
Paul Ramadier, die in 1947 nog premier van Frankrijk werd, probeerde de reformistische vleugel van de SFIO ervan te overtuigen zich bij de PSdF-UJJ aan te sluiten, maar slaagde hier niet in.